# 耶灵坟冢
耶灵坟冢（Jelling Mounds）是位于丹麦耶灵的两座坟冢。两座平顶的坟冢在形状和大小上相类似，直径均约70米，高11米。经发掘得知，它们的结构也类似，由草皮小心堆积而成，草面朝下平放。北冢位于一个令人印象深刻的橡木造墓室之上，侵入了一座青铜时代早期尺寸小得多的古墓。在1820年首次发掘之前，该墓室已被打开，随葬品大部分被盗，但残存的随葬品表明，该坟冢属于约10世纪的等级较高的异教徒坟墓。目前尚不能确定是否这是一个单人或双人墓地。南冢未发现墓室，而是位于一列石头之上（可能是维京式船样），后者精确地指向了北冢底下的青铜时代早期古墓。
有关耶灵坟冢、耶灵石和耶灵教堂的建造时间顺序推测如下。在王后赛拉去世后，国王老高姆立一石以纪念亡妻，并建立一联立的墓葬纪念物即两座非常高大的坟冢。在老高姆去世后，他被葬于北冢的墓室内，可能其妻先前已葬于该墓室内。在统一了丹麦和挪威并将基督教引入丹麦之后，其子蓝牙哈拉尔在两坟冢间又立一石以彰显其功业，并兴建了一座木制教堂，将其父的遗体重新葬于教堂内。。
耶灵坟冢已于1994年同耶灵石、耶灵教堂一起被列入UNESCO世界遗产名录。